# I liga argentyńska w piłce nożnej (1893)
W 1893 roku rozegrano pierwsze oficjalne mistrzostwa Argentyny – mistrzem został klub Lomas Athletic Buenos Aires, a wicemistrzem Flores Athletic Buenos Aires.
Prawo gry w lidze utraciły kluby Quilmes Rovers, Buenos Aires English High School oraz unia klubów Buenos Aires and Rosario Railway. Na ich miejsce awansowały 4 kluby – Rosario Athletic, Lobos, Saint Andrew's Buenos Aires i Retiro Athletic Buenos Aires. Liga zwiększyła się z 5 do 6 drużyn.

## Primera División

### Mecze chronologicznie
| Data             | Mecz |
| ---------------- | --- |
| 23 kwietnia 1893 | Flores Athletic Buenos Aires – Quilmes Rovers Buenos Aires 2:4                                                               |
| 23 kwietnia 1893 | Lomas Athletic Buenos Aires – Buenos Aires and Rosario Railway 3:0                                                           |
| 29 kwietnia 1893 | Buenos Aires English High School – Buenos Aires and Rosario Railway brak rezultatu – wygrał Buenos Aires English High School |
| 3 maja 1893      | Quilmes Rovers Buenos Aires – Buenos Aires and Rosario Railway 2:0                                                           |
| 11 maja 1893     | Buenos Aires English High School – Lomas Athletic Buenos Aires brak wyniku – wygrał Lomas Athletic Buenos Aires              |
| 14 maja 1893     | Buenos Aires and Rosario Railway – Flores Athletic Buenos Aires brak wyniku – wygrał Flores Athletic Buenos Aires            |
| 21 maja 1893     | Lomas Athletic Buenos Aires – Quilmes Rovers Buenos Aires brak wyniku – remis                                                |
| 24 maja 1893     | Buenos Aires English High School – Flores Athletic Buenos Aires brak wyniku – wygrał Flores Athletic Buenos Aires            |
| 25 maja 1893     | Flores Athletic Buenos Aires – Buenos Aires English High School 2:0                                                          |
| 28 maja 1893     | Lomas Athletic Buenos Aires – Flores Athletic Buenos Aires 1:0                                                               |
| 1 czerwca 1893   | Buenos Aires English High School – Quilmes Rovers Buenos Aires 2:2                                                           |
| 11 czerwca 1893  | Flores Athletic Buenos Aires – Lomas Athletic Buenos Aires 0:1                                                               |
| 18 czerwca 1893  | Quilmes Rovers Buenos Aires – Flores Athletic Buenos Aires 0:2                                                               |
| 18 czerwca 1893  | Buenos Aires and Rosario Railway – Lomas Athletic Buenos Aires 0:2                                                           |
| 29 czerwca 1893  | Lomas Athletic Buenos Aires – Buenos Aires English High School brak wyniku – wygrał Lomas Athletic Buenos Aires              |
| 2 lipca 1893     | Buenos Aires and Rosario Railway – Quilmes Rovers Buenos Aires brak wyniku – remis                                           |
| 15 lipca 1893    | Buenos Aires and Rosario Railway – Buenos Aires English High School brak wyniku – remis                                      |
| 16 lipca 1893    | Flores Athletic Buenos Aires – Lomas Athletic Buenos Aires 0:1 mecz anulowano                                                |
| 23 lipca 1893    | Quilmes Rovers Buenos Aires – Lomas Athletic Buenos Aires 0:1                                                                |
| 30 lipca 1893    | Flores Athletic Buenos Aires – Buenos Aires and Rosario Railway brak wyniku – wygrał Flores Athletic Buenos Aires            |
| 30 lipca 1893    | Quilmes Rovers Buenos Aires – Buenos Aires English High School punkty przyznano klubowi Quilmes Rovers Buenos Aires          |

### Końcowa tabela sezonu 1893
| Poz | Klub                             | Mecze | Zw | Rem | Por | Pkt | BrZd | BrStr |
| --- | -------------------------------- | ----- | -- | --- | --- | --- | ---- | ----- |
| 1   | Lomas Athletic Buenos Aires      | 8     | 7  | 1   | 0   | 15  | 26   | 2     |
| 2   | Flores Athletic Buenos Aires     | 8     | 5  | 0   | 3   | 10  | 19   | 9     |
| 3   | Quilmes Rovers Buenos Aires      | 8     | 3  | 3   | 2   | 9   | 12   | 11    |
| 4   | Buenos Aires English High School | 8     | 1  | 2   | 5   | 4   | 6    | 25    |
| 5   | Buenos Aires and Rosario Railway | 8     | 0  | 2   | 6   | 2   | 3    | 19    |